# Bălțata de Sus, Criuleni
Bălțata de Sus este un sat din cadrul comunei Bălțata din raionul Criuleni, Republica Moldova.